# Ібраєв Рашит Ахметзієвич
Рашит Ахметзієвич Ібраєв (нар. 1959, Табанликуль, Буздяцький район, БАРСР) — фахівець в галузі математичного моделювання фізичних процесів в океані, член-кореспондент РАН (2008).

## Життєпис
Народився 24 лютого 1959 року в селі Табанликуль Буздяцького району Башкирської АРСР.
1976 року закінчив середню школу № 39 Уфи, і був у числі призерів всеросійської та учасників всесоюзної олімпіади школярів з фізики.
1982 року закінчив Московський фізико-технічний інститут, а 1985 року — аспірантуру там само.
1985 року захистив кандидатську дисертацію з теми «Чисельне моделювання великомасштабних гідрофізичних полів екваторіальної зони океану» (науковий керівник — академік А. С. Саркісян).
2002 року захистив докторську дисертацію з теми «Математичне моделювання термогідродинаміки Каспійського моря».
2008 року — обраний членом-кореспондентом РАН.
Від 1985 до 1987 року працював у Інституті експериментальної метеорології (Обнінськ, Калузька область).
Від 1988 року працює в Інституті обчислювальної математики імені Г. І. Марчука РАН, де пройшов шлях від наукового співробітника до головного наукового співробітника (від 2008 року).
2007 році його призначено керівником створеної Групи моделювання мінливості клімату океанів і морів Інституту океанології ім. П. П. Ширшова РАН.
Від 1988 року за сумісництвом веде викладацьку діяльність на посаді доцента в МФТІ.

## Наукова діяльність
Наукові інтереси: фізика океану, велико- і мезомасштабна гідродинаміка моря, математичне моделювання динаміки океану і внутрішніх морів, кліматична мінливість, синоптична мінливість, Каспійське море, Чорне море, Світовий океан.
Основні результати:
- Досліджено кліматичну циркуляцію вод Атлантичного океану, внутрішньорічну мінливість динаміки вод Чорного моря.

- Вперше побудовано щомісячні 3-вимірні карти розподілу кліматичних характеристик Чорного моря.

- Розроблено модель гідродинаміки внутрішнього моря зі змінною масою води в басейні та ефективні алгоритми її реалізації на багатопроцесорних обчислювальних системах.

- Дослідження ролі вітру, стоку річок і топографії дна у формуванні течій Каспійського моря, закономірності внутрішньорічної мінливості циркуляції і рівня вод Каспійського моря. Вперше встановлено подвійний характер течій уздовж східного берега і запропоновано нову інтерпретацію спостережуваних у цьому районі розподілів поверхневої температури.

- Дослідження мінливості 3-вимірної циркуляції вод у бароклінному океані зі складною топографією дна під дією припливів. Виділено механізм формування бароклінних поверхневих течій унаслідок каскаду енергії від топографічних збурень глибинних течій океану.

Автор 50 наукових робіт, зокрема 1 монографії.

Член Вченої ради ІОМ РАН, Ради з захисту дисертацій на здобуття наукового ступеня доктора наук.
- Demin Y.L., Ibraev R.A. A numerical Method of calculation of currents and sea surface topography in multiply connected domains of the oceans. Sov. J. Numer. Anal. Math. Modelling. 1989, 4(3), 211—225.
- Ибраев Р. А. Реконструкция климатических характеристик течения Гольфстрим. Известия РАН, Физика атмосферы и океана. 1993, т.29, N6, 803—814.
- Ibrayev R.A., 2001: Model of enclosed and semi-enclosed sea hydrodynamics. Russ. J. Numer. Anal. Math. Modelling, 16(4), 291—304.
- Ибраев Р. А., 2008. Математическое моделирование термогидродинамических процессов в Каспийском море, Москва, ГЕОС, 130c.

## Нагороди
- Грант Міжнародного наукового фонду (1993)
- Державна наукова стипендія (2000—2003)
- Лауреат Фонду сприяння вітчизняній науці (2003—2004)
- Почесна грамота РАН (2005)